# Órdenes menores
Las órdenes menores son grados de ministros eclesiales. En la Iglesia católica, la iglesia latina predominante distinguía previamente entre tres órdenes mayores—presbiterado (incluyendo a sacerdotes y obispos), diaconado y subdiaconado—y cuatro órdenes menores—acolitado, exorcistado, lectorado y ostiariado (en orden descendente). Se otorgaban a clérigos que ya habían tenido la tonsura para que desempeñaran determinados servicios a la Iglesia. En 1972, las órdenes menores fueron rebautizadas con el nombre de «ministerios», y los de lector y acólito se mantuvieron a lo largo de toda la iglesia latina. En la iglesia ortodoxa oriental, las tres órdenes menores en uso son las de subdiácono, lector y kantor.
Los ritos por los cuales se conferían todas las órdenes menores, pero no el otorgamiento de la orden propiamente, se emplean aún para miembros de algunos institutos religiosos católicos y sociedades de vida apostólica que tienen autorización de observar la forma de 1962 del rito romano. Algunos católicos tradicionales siguen usando órdenes menores, como también lo hacen los veterocatólicos y la iglesia católica liberal.

## Desarrollo histórico
Ya desde principios del siglo III se tiene constancia en el cristianismo occidental de la existencia de lo que se denominó «órdenes menores» (acólitos, exorcistas, lectores y porteros u ostiarios), además de cantores y «sepultureros», siendo las de lectores las más antiguas. A diferencia de Oriente, donde todavía se utilizaba la imposición de manos, el rito de ordenación en Occidente se realizaba mediante la entrega de objetos considerados como instrumentos del oficio.
En la comprensión teológica litúrgica y sacramental actual de la Iglesia católica, las órdenes menores se entienden como sacramentales y no como sacramentos. La distinción entre sacramento y sacramental es moderna; esto debe señalarse para que no se malinterprete el desarrollo histórico del sacramento del orden sobre la base de la visión actual. Incluso antes de 1972, lo que se llamaba ordenación a las cuatro órdenes menores no se consideraba un sacramento, y algunos sacerdotes podían conferirlas como ministros extraordinarios.
Con la tonsura, el candidato se convertía en clérigo y se incardinaba eo ipso en un hogar espiritual (diócesis, congregación religiosa) y tenía así derecho a recibir una prebenda. Esta fue la razón por la que, desde la Edad Media hasta los tiempos modernos, los nobles que no eran primogénitos se ordenaban como los llamados minoristas (hombres que recibían las órdenes menores). De tal forma, tenían derecho a una prebenda, pero en caso de duda podían ser dispensados de la promesa de consagración de ser requerido por los planes de sus familias aristocráticas.
Las órdenes menores se remontan a una época en la que en la Iglesia se realizaba una bendición separada para cada uno de los ministerios que se enumeran a continuación, pero, al igual que el subdiaconado y el diaconado, se convirtieron con el tiempo en una mera etapa preliminar de la ordenación sacerdotal sin el ejercicio práctico del ministerio respectivo. La distinción entre ordenación, bendición y consagración no se ha trazado con claridad, ni conceptualmente ni en cuanto a su contenido, hasta tiempos modernos.
El Concilio de Sárdica (343 d. C.) menciona solo la orden del lectorado como obligatoria antes del ordenación al diaconado. La obligación de recibir las cuatro órdenes menores parece datar de una época en la que ya no tenían ninguna función real e incluso en los primeros años del siglo XX ya no se exigía una edad mínima más allá de la llamada «edad de la razón» para recibir una de ellas. Antes de la entrada en vigor del Código de Derecho Canónico de 1917, era posible llegar incluso a ser cardenal sin haber recibido las órdenes mayores (llamados «cardenales laicos»). Así, Fernando de Austria (1609-1641) fue nombrado cardenal a la edad de 10 años, gracias a haber recibido ya las órdenes menores. En efecto, las órdenes menores podrían conferirse incluso a niños más pequeños. Entre los hombres famosos que recibieron órdenes menores sin llegar a ser diáconos o sacerdotes están Giacomo Casanova, Joseph Fouché y Franz Liszt. Estos receptores podían incluso contraer matrimonio sin dejar de ser clérigos, ya que en aquella época la condición de «clérigo» era conferida por la tonsura y la única restricción era que quien lo recibiera se casara una sola vez y con una virgen; sin embargo, a partir del siglo XX pasó a considerarse que un clérigo, al casarse, renunciaba a su condición de clérigo.
Sin embargo, el Código de Derecho Canónico de 1917 confirmó que nadie debía recibir la tonsura clerical, que se confería antes de las órdenes menores, sin haber comenzado ya los estudios de teología. Antes de la entrada en vigor de este código, era costumbre casi universal conferir las cuatro órdenes menores a la vez, ya que el obispo estaba autorizado a prescindir de la norma que exigía que cada una de ellas se ejerciera durante algún tiempo antes de la recepción de la siguiente (de mayor nivel).  El Código de Derecho Canónico de 1917 también restringió la concesión de la tonsura y de cualquier orden inferior al presbiterado exclusivamente a aquellos que tuvieran la intención de convertirse en sacerdotes y que fueran juzgados como candidatos dignos para la función.
A principios del siglo XX, Auguste Boudinhon afirmaba que partiendo de la tesis de que las órdenes menores no se originaron con Jesús ni con los apóstoles, la opinión de que las órdenes menores y el subdiaconado eran sacramentos, punto de vista defendido por muchos teólogos medievales, ya no se sostenía. Poco después, G. van Noort señalaba que la tesis de la sacramentalidad de estas órdenes, sostenida por la mayoría de los teólogos escolásticos, incluyendo a Tomás de Aquino, era defendida en esa época por apenas unos pocos, entre ellos Louis Billot (1846-1931) y Adolphe Tanquerey (1854-1932). En los años 50, Antonio Piolanti reconocía como «órdenes» solo el episcopado, el sacerdocio (presbiterado) y el diaconado, las tres órdenes cuyo poder de transmisión está reservado a los obispos. En cuanto a la estructura jerárquica de la Iglesia, el Concilio Vaticano II solo menciona a estas tres, dejando fuera las órdenes menores y el subdiaconado.
Por el motu proprio «Ministeria quaedam» de Pablo VI, de 15 de agosto de 1972, el término «orden menor» fue sustituido por el de «ministerio». Se mantienen dos de las órdenes hasta ahora llamadas «menores», la de lector y la de acólito, y las conferencias episcopales son libres de utilizar el término «subdiácono» en lugar de «acólito». El motu proprio especificó además la función de estos dos ministerios y un intervalo prescrito por la Santa Sede y la conferencia de obispos debe ser observado en su concesión. Los candidatos al diaconado y al sacerdocio deben recibir primero los ministerios y ejercerlos durante algún tiempo antes de recibir las órdenes sagradas.
No solo se abolió la administración de las órdenes menores en la Iglesia católica en 1973, sino también la propia ordenación. Pablo VI decretó en el motu proprio Ministeria quaedam que las órdenes menores deben ser entendidas como ministerios que también pueden ser conferidos a los laicos. En los institutos religiosos y sociedades de vida apostólica que celebran la liturgia en la forma extraordinaria del rito romano, sin embargo, siguen siendo conferidos: Así, en la Iglesia romana hay un rito en el que sólo hay clérigos ordenados sacramentalmente, así como un rito en el que hay tanto clérigos no ordenados sacramentalmente como ordenados sacramentalmente.
Actualmente, los ministerios pueden ser ejercidos por laicos, pero como indica el Código de Derecho Canónico de 1983, quien desee ser ordenado diácono debe haber recibido ya los ministerios de lector y acólito y haberlos ejercido durante un período adecuado, con un intervalo de al menos seis meses entre el paso a acólito y la ordenación diaconal. La concesión de los ministerios la realiza un Ordinario (tal como se define en el Código de Derecho Canónico, canon 134), es decir, un obispo diocesano o sus equivalentes, o, en el caso de instituciones religiosas clericales o sociedades de vida apostólica, un superior general.
Las comunidades (institutos de vida consagrada y sociedades de vida apostólica) que mantienen lo que el motu proprio Summorum Pontificum de Benedicto XVI llama la forma tridentina del rito romano pueden seguir utilizando el Pontifical Romano vigente en 1962 (diez años antes del Ministeria quaedam) para conferir órdenes menores. Actualmente, un hombre que recibe lo que antes se llamaba una «orden menor» todavía no es clérigo, un estatus que actualmente solo se adquiere a través de la ordenación al diaconado, incluso en institutos autorizados a realizar la ceremonia de la tonsura, como la Fraternidad Sacerdotal de San Pedro.

### Iglesias católicas orientales
Según el canon 327 del Código de los cánones de las Iglesias orientales, las Iglesias católicas orientales tienen sus propias órdenes menores (acólito, cantor, subdiácono) que se rigen por el derecho particular de su iglesia sui iuris.

### Iglesias ortodoxas
En las iglesias ortodoxas, especialmente las de rito bizantino, siguen existiendo los oficios correspondientes a las órdenes menores.

## Definiciones
Hay que tener en cuenta que las presentes definiciones se ajustaban a las órdenes menores de antes del Concilio Vaticano II, por lo que no se ajustan a lo que actualmente son los ministerios de lector y acólito ni a la ceremonia de institución de los mismos.
- El ostiario era el primer grado y en él se consagraba al guardián del templo, que llama a los fieles al sonido de las campanas y conserva las cosas sagradas: era tenido como el guardián del Santísimo Sacramento que se oculta en el Sagrario, o sea, una especie de sacristán ordenado. 
  - En la ceremonia de ordenación, el obispo le presentaba al aspirante las dos llaves del templo sobre un plato y, mientras el aspirante las tocaba, le decía: «Actúa de tal suerte que puedas dar cuenta a Dios de las cosas sagradas que se guardan bajo estas dos llaves...»

- El lector era a quien se le confería el oficio de leer o cantar públicamente en el templo las Sagradas Escrituras, según los libros del canto litúrgico; además ayudaba al diácono en sus labores ministeriales, enseñando el catecismo al pueblo, y bendiciendo hogares y bienes para consagrarlos a Dios (téngase en cuenta que el actual ministerio de lector tiene funciones distintas y no puede bendecir).
  - En la ceremonia de ordenación, el obispo le presentaba el Misal Romano y, mientras el candidato lo tocaba con su mano derecha, le decía: «Sé un fiel transmisor de la palabra de Dios, a fin de compartir la recompensa con los que desde el comienzo de los tiempos han administrado su palabra...».

- El exorcista es a quien se le confería el oficio de imponer las manos sobre los posesos del demonio, recitar los exorcismos aprobados por la iglesia y presentar el agua bendita. En la actualidad, este oficio solo lo pueden ejercer presbíteros ya que los actuales ministerios no pueden bendecir ni imponer las manos. De ordinario se confiere antes del bautismo, y de modo extraordinario, con un permiso especial del ordinario de su diócesis, cuando la grave ocasión lo requiera.
  - En la ceremonia de ordenación, el obispo le presentaba el libro de exorcismos al ordenando para que lo tocara con la mano derecha, y le decía: «Recíbelo y confía a la memoria las fórmulas; recibe el poder de poner las manos sobre los energúmenos que ya han sido bautizados o sobre los que todavía son catecúmenos...».

- El acólito es a quien se le confería el poder espiritual de portar luces en el templo y de presentar el vino y el agua. Las funciones actuales del acólito son bien distintas, más similares a las del subdiácono, como veremos a continuación. 
  - Al ordenarse, el aspirante tocaba con su mano derecha el candelero con un cirio apagado que le presenta el obispo, mientras este le decía: «Recibe este candelero y este cirio, y sabe que debes emplearlos para encender la iluminación de la iglesia, en el nombre del Señor...». Después el obispo le entregaba una vinajera vacía, y mientras el aspirante la tocaba con los dedos de la mano derecha, le decía: «Recibe esta vinajera para proveer el vino y el agua en la eucaristía de la sangre de Cristo, en el nombre del Señor...».

- El subdiaconado era, por su naturaleza, una orden menor, pero en la Iglesia católica, entre el siglo XII y el XX, fue considerada como la primera de las órdenes Mayores, por las obligaciones que implica. De hecho, el Concilio de Trento definió que la jerarquía de orden de institución Divina solo incluía los tres primeros grados de orden -episcopado, presbiterado y el diaconado (De sacramento ordinis, IV, 6). Aunque el Concilio declaró que los Padres y consejeros habían colocado el subdiaconado entre los órdenes mayores (De sacramento ordinis, II), fue considerado solo una institución eclesiástica. Tras el Concilio Vaticano II, fue suprimida, aunque puede llamarse así a los acólitos instituidos, debido a su tardía aparición y a que algunas de las que eran sus funciones se le añaden a este. La función principal del subdiácono era la de leer la epístola durante la misa (funciones que hoy tendría el ministro de lector) y servir en el altar, así como purificar fuera del altar los lienzos y vasos sagrados (funciones que hoy se han cedido al acólito).
  - En la ceremonia de ordenación, el aspirante debía tocar con los dedos de su mano derecha el cáliz y la patena vacíos, mientras el prelado le decía: «Ve el divino ministerio que te es confiado; es por eso que debo advertirte que te conduzcas siempre de una forma que agrade a Dios...» Y, tras tomar con su mano derecha las vinajeras y el libro de las Epístolas, el obispo le decía: «Recibe el libro de las Epístolas con el poder de leerlo para los vivos y los muertos». Es la única orden menor que tenía un ornamento propio: la tunicela (similar, o prácticamente igual a la dalmática de diácono), aunque por su redundancia, los ministerios no la han heredado: en algunos casos, donde existen privilegios al respecto, algunos acólitos, incluso sin ser instituidos, pueden seguir usando tunicelas, como se ve en la Semana Santa del sur de España.

## Reordenación de Pablo VI
Tras el Concilio Vaticano II, el 15 de agosto de 1972, Pablo VI firmaba la Carta en forma de motu proprio "Ministeria quaedam", por la cual suprimía las llamadas "Órdenes menores" y se transformaban en ministerios laicales, quedando las de lector y acólito, con el argumento de que de este modo se les estaba dando así una coherencia funcional mayor, ya que por ejemplo, las funciones del ostiario son propias de un sacristán y las del exorcista son propias de un presbítero, que es el que por la crismación de las manos, tiene el poder de imponer las manos y bendecir y por tanto de invocar a Dios para que el demonio sea sacado del cuerpo del fiel exorcizado. 
Aun así, y de manera muy extraordinaria (y no siempre oficial), esto no sucede así para aquellas pocas comunidades que siguen los usos litúrgicos antiguos del rito romano. En ellas siguen ordenando candidatos para el sacerdocio en sus seminarios con estas órdenes sagradas. Aun así, el motu proprio de Francisco «Traditionis custodes» y la resolución de las dubia posteriores han dejado nítidamente claro que los sacramentos han de ser celebrados según el misal del Concilio Vaticano II promulgado por Pablo VI y Juan Pablo II.